# La Mort du duc d'Enghien en 1804
Pour plus de détails, voir Fiche technique et Distribution.
La Mort du duc d'Enghien en 1804 est un film français réalisé par Albert Capellani, sorti en 1909. 
Ce film muet en noir et blanc est l'adaptation cinématographique de la pièce éponyme de Léon Hennique qui relate l'affaire du duc d'Enghien.

## Synopsis
En 1804, la police de Napoléon Bonaparte, Premier consul de la République, découvre une conspiration ourdie en Angleterre pour remettre les Bourbons sur le trône de France ; Napoléon décide de faire enlever Louis-Antoine de Bourbon-Condé, duc d'Enghien, accusé à tort d'être le chef de la conspiration…

## Fiche technique
- Titre original : La Mort du duc d'Enghien en 1804
- Réalisation : Albert Capellani
- Scénario : Albert Capellani, d'après une pièce de Léon Hennique, La Mort du duc d'Enghien (1888)
- Société de production : Société cinématographique des auteurs et gens de lettres (S.C.A.G.L)
- Société de distribution : Pathé Frères (France)
- Pays d'origine :  France
- Langue : français
- Format : Noir et blanc – 1,33:1 – 35 mm – Muet
- Genre : drame historique
- Longueur de pellicule : 310 m (1 bobine)
- Durée : 15 minutes
- Année : 1909
- Dates de sortie :
  -  France : 3 décembre 1909
  -  États-Unis : 20 décembre 1909
- Autres titres connus :
  -  France : La Mort du Duc d'Enghien en 1804
  -  France : La mort du duc d'Enghien en 1804
  -  France : La Mort du duc d'Enghien en mille huit cent quatre
  -  États-Unis : The Death of the Duke D'Enghien

## Distribution
- Georges Grand : le duc d'Enghien
- Henry Houry : l'officier chargé de l'arrestation
- Germaine Dermoz : la princesse Charlotte
- Paul Capellani
- Henri Étiévant
- Daniel Mendaille
- René Leprince
- Charles Lorrain
- Nelly Cormon